# Megacyllene angulifera
Megacyllene angulifera es una especie de escarabajo longicornio del género Megacyllene, tribu Clytini, subfamilia Cerambycinae. Fue descrita científicamente por Casey en 1912.

## Descripción
Mide 10,5-19 milímetros de longitud.

## Distribución
Se distribuye por Canadá y Estados Unidos.